# Angels Never Die
Angels Never Die je čtvrté studiové album německé zpěvačky Doro. Bylo vydáno v roce 1993.

## Seznam skladeb
1. „Eye On You“ – 03:07
2. „Bad Blood“ – 04:09
3. „Last Day Of My Life“ – 05:33
4. „Born To Bleed“ – 04:24
5. „Cryin'“ – 03:55
6. „You Ain't Lived (Till You're Loved To Death)“ – 04:04
7. „So Alone Together“ – 05:41
8. „All I Want“ – 03:44
9. „Enough For You“ – 05:03
10. „Heaven With You“ – 04:49
11. „Don't Go“ – 05:53
12. „Alles Ist Gut“ – 03:35